# История почты и почтовых марок Тюрингии
История почты и почтовых марок Тюрингии охватывает период самостоятельных эмиссий Главной почтовой дирекции Эрфурта (1945—1946) для Тюрингии, входившей в советскую зону оккупации Германии.

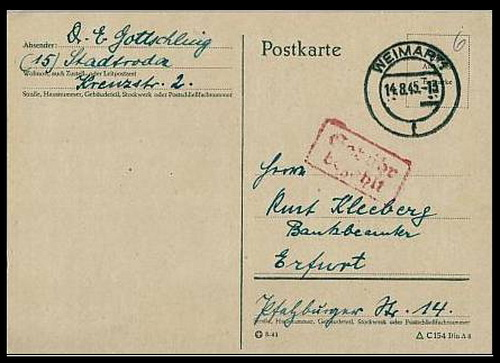
Почтовая карточка с отметкой об оплате, отправленная 18 августа 1945 года из Веймара

## Развитие почты
До 3 июля 1945 года Тюрингия была занята американскими войсками. В это время существовала лишь ограниченная местная почтовая связь. После вхождения Тюрингии в советскую зону оккупации работа почтовых служб с 17 июля 1945 года была возобновлена на всей её территории. До выпуска собственных марок оплата корреспонденции производилась наличными, а в районах, граничащих с Саксонией, — марками прежних выпусков с замазанными рисунками («саксонское зачернение»).

## Выпуски почтовых марок

Почтовый блок с наценкой в фонд восстановления Национального театра в Веймаре, 1945

Первые марки Главной почтовой дирекции Эрфурта для Тюрингии поступили в обращение 1 октября 1945 года. Стандартная серия состояла из 10 миниатюр с изображением ели, почтового рожка и портретов Ф. Шиллера и В. Гёте. На всех марках надпись нем. «Thüringen» («Тюрингия»). Рисунки выполнил художник Э. Шонер. Печатались они в типографии Оленрота в Эрфурте на бумаге различных сортов. Различают 15 сортов бумаги. Клей сплошной и прерывистый. Все марки существуют без зубцов. Каждая известна в 3—4 оттенках, а также имеется большое количество различных ошибок печати. Существует некоторое количество пробных марок в других цветах.
В декабре 1945 года были выпущены два почтовых блока с доплатой на благотворительные цели — в фонд помощи жертвам фашизма и на социальные нужды. В марте 1946 года выпустили ещё один блок с наценкой в фонд восстановления Национального театра в Веймаре. Он известен в двух вариантах. Первый печатался в типографии Гизике и Девриент в Лейпциге на тонкой белой бумаге с водяным знаком, без клея и без зубцов. Второй — в типографии Оленрота в Эрфурте на серо-коричневой бумаге с клеем и без водяного знака, с зигзагообразной просечкой. На марках блока художник Э. Шонер изобразил портреты Ф. Шиллера, В. Гёте, Ф. Листа, К. Виланда и здание театра.

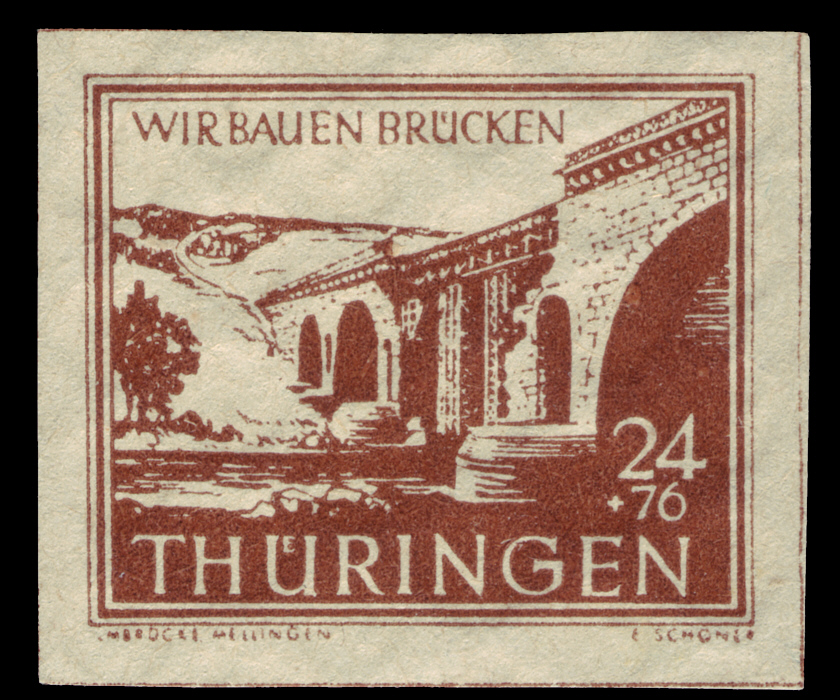
Последняя марка Тюрингии, 1946(Mi #115)

30 марта 1946 года вышла последняя серия из четырёх почтово-благотворительных марок и блока, посвящённая восстановлению мостов. На марках надпись «Wir bauen Bruecken» («Мы строим мосты»). Автором миниатюр был снова Э. Шонер.
Выпуски Тюрингии находились в обращении до 31 октября 1946 года. Были заменены марками Контрольного совета в Германии.
Главная почтовая дирекция Эрфурта выпустила также почтовую карточку номиналом в 6 пфеннигов.
В городе Готе с 1 по 30 апреля 1946 года применялся специальный штемпель в честь объединения Социал-демократической и Коммунистической партий Германии. На штемпеле были изображены две руки в лучах солнца и дана надпись «6—7.IV. 1946. SPD—KPD».

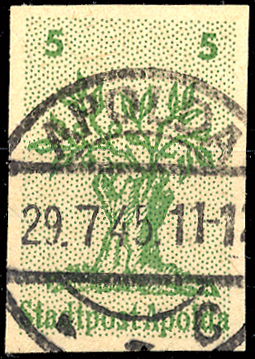
Провизорий Апольды, 1945

## Местные выпуски
С 12 по 21 июля 1945 года в Апольде была выпущена серия из трёх стандартных марок с символическим рисунком — пень с новыми ветвями, и надписью «Stadtpost Apolda» («Городская почта Апольды»). Существуют разновидности. Марки Апольды были в продаже до 27 июля 1945 года, изъяты из обращения 31 октября 1946 года.